# AMEMIYAの全力で番組はじめました。
『AMEMIYAの全力で番組はじめました。』は、2013年1月9日からテレビ愛知で毎週水曜の25:30 - 25:35(JST) に放送されているミニ番組。

## 概要
熱き心の持ち主でもあるシンガーソングライター芸人のAMEMIYAが、毎回何かに全力で取り組む姿をほくそ笑む番組である。
この番組はテレビ愛知のみで放送されている東海地区のローカル番組であるが、YouTubeのテレビ愛知公式チャンネルではオンエアの翌週月曜日に、この番組の動画が公開されている。
なおローカルではあるがAMEMIYAの初冠番組であり、第1回目の放送ではその喜びが多少感じられた内容であった。

## スタッフ
- 制作 - テレビ愛知